# Huys ten Donck
Het Huys ten Donck is een buitenplaats in de Nederlandse plaats Ridderkerk (provincie Zuid-Holland).

## Geschiedenis
Het Huys ten Donck is gelegen tussen de dorpen Bolnes en Slikkerveer in de gemeente Ridderkerk en is omgeven door een 22 hectare groot park in de stijl van een Engels landschap, het Donckse Bos genoemd. Hiervan is circa 10 ha. park met vrij zicht vanuit het huis. Op het landgoed bevinden zich tevens een koetshuis, houtloods, tiendgebouw, een boerderij en een familiebegraafplaats . De buitenplaats is sinds 1676 in het bezit van de familie Van Zoelen. Er stond een kasteeltje op uit 1616. In 1702 trouwde Catharina van Zoelen met Cornelis Groeninx, en zo ontstond het geslacht Groeninx van Zoelen. Hun nazaten wonen nog op het landgoed. In 1746 werd op de grondvesten van het voormalige kasteeltje in opdracht van de Rotterdamse burgemeester en heer van Ridderkerk mr. Otto Groeninx van Zoelen (1704-1758) een nieuw huis gebouwd in Lodewijk XIV-stijl. Dit werd het Huys ten Donck genoemd. Dit jaartal 1746 staat ook in Romeinse cijfers MDCCXLVI op de voorgevel boven de hoofdingang.
Het huis bevat twintig kamers en heeft een grondoppervlakte van 32 bij 16 meter. Beneden zijn o.a. een grote eetzaal met openslaande deuren naar de tuin, de keukens en een logeerkamer. Er is een monumentaal trappenhuis naar de eerste verdieping, waar zich o.a. een grote ontvangstzaal, boudoir en herenkamer bevinden. In de herenkamer hangt boven de haard een groot portret van Willem III te paard. In de jaren 20 van de 20e eeuw werd het decennialang slecht onderhouden huis gerenoveerd en ook de verwaarloosde tuin werd aangepakt. Het huis werd geëlektrificeerd en voorzien van centrale verwarming. De tuinarchitect Leonard Springer werd aangetrokken voor het tuinontwerp, de herinrichting zou tien jaar in beslag nemen. In 1979 zijn het huis en het park opgenomen op de monumentenlijst.
Het landgoed is ruim drie eeuwen in het bezit van de familie Groeninx van Zoelen. Jhr Pico Groeninx van Zoelen heeft in de jaren dat zijn moeder nog op de Donck woonde, het huis weer laten restaureren, en hij heeft het in 1978 in een stichting ondergebracht. Hij overleed op 1 januari 2010 op 85-jarige leeftijd. Hij was de 23ste ambachtsheer van Ridderkerk. Zijn echtgenote Marie-Liliane Groeninx van Zoelen - Waller is overleden op 8 februari 2011. Hun dochter Catharina (1974) woont met haar echtgenoot en twee kinderen in Het Huys ten Donck.

## Foto's Huys ten Donck

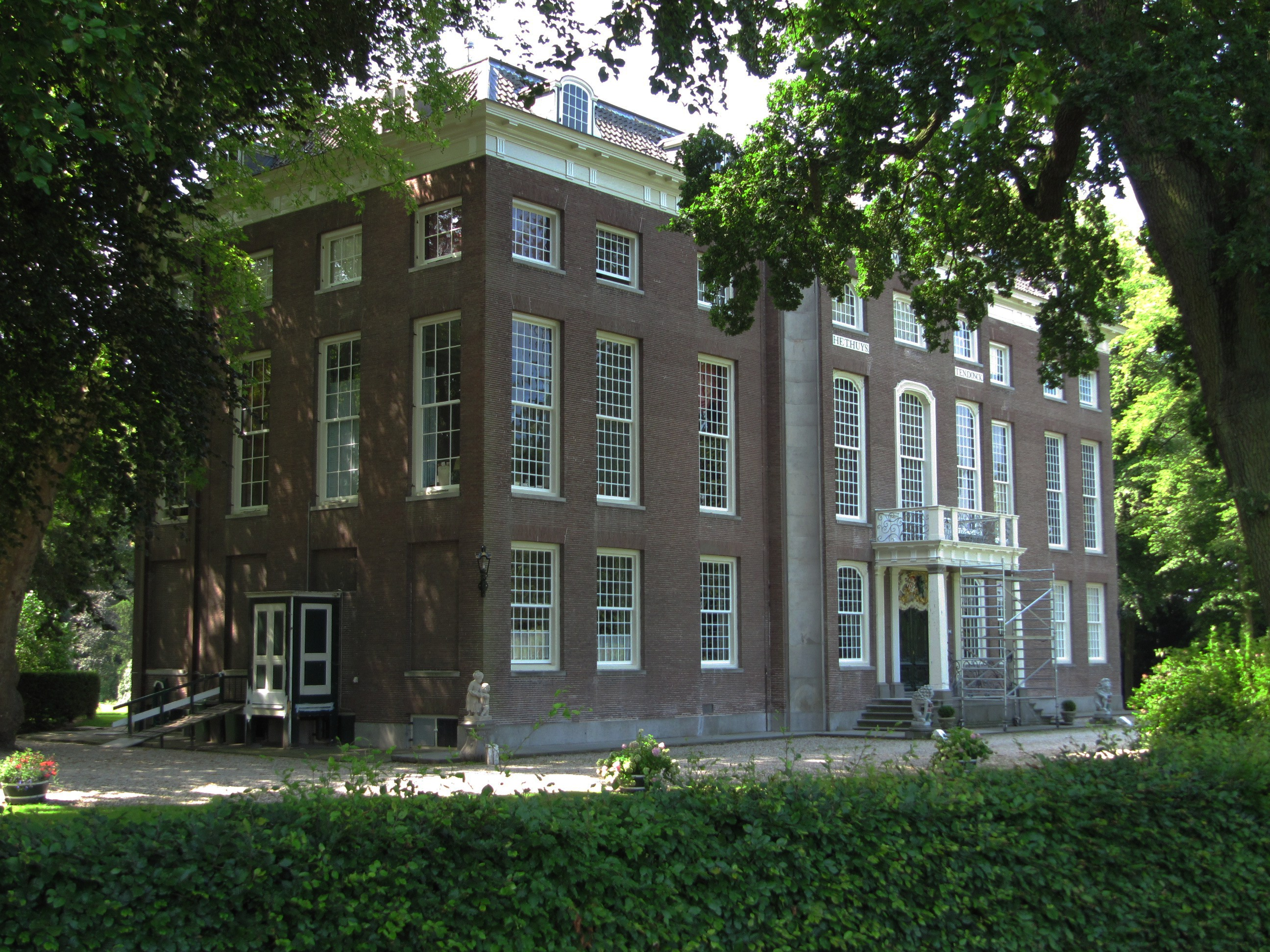
Hoofdgebouw
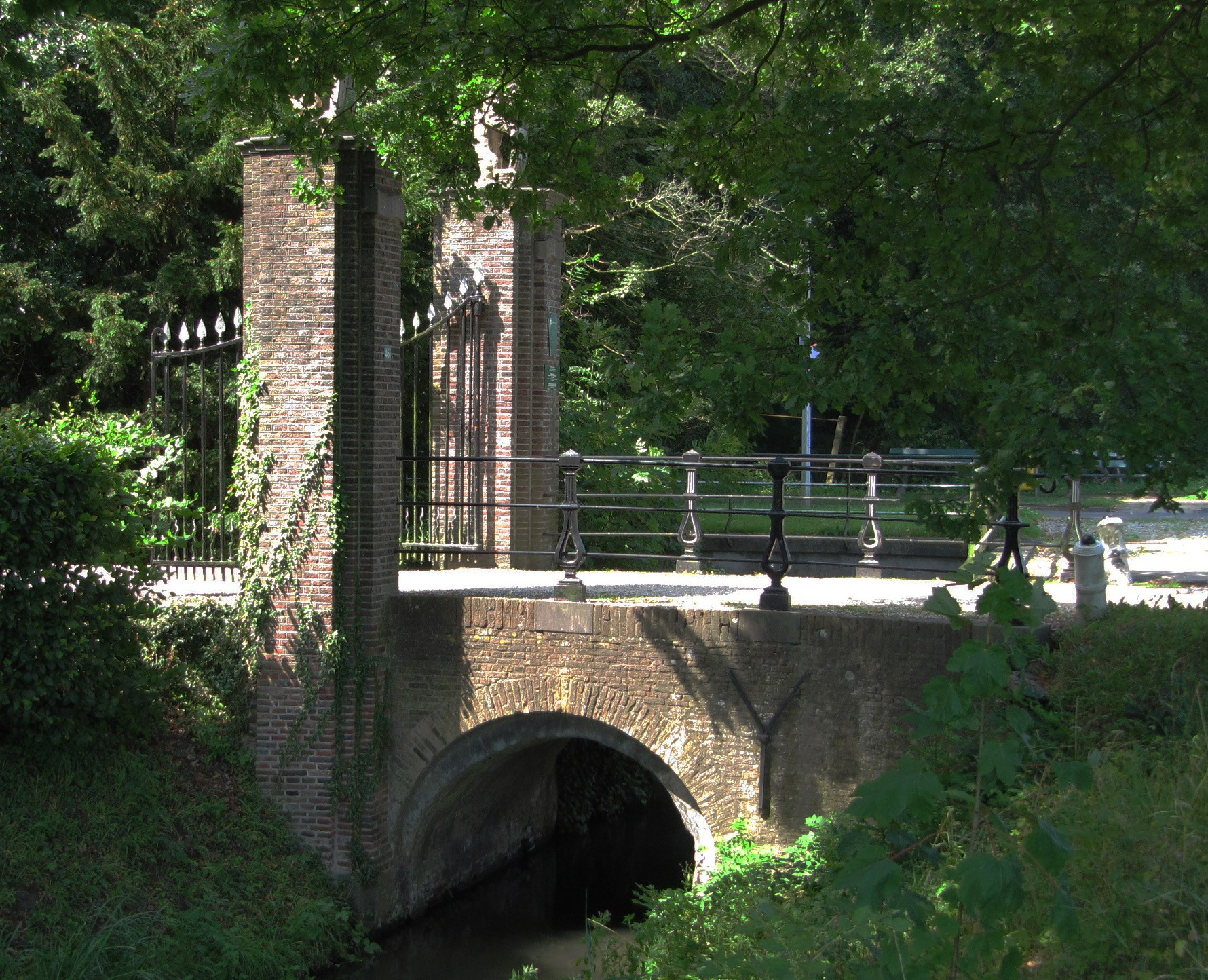
Toegangsbrug
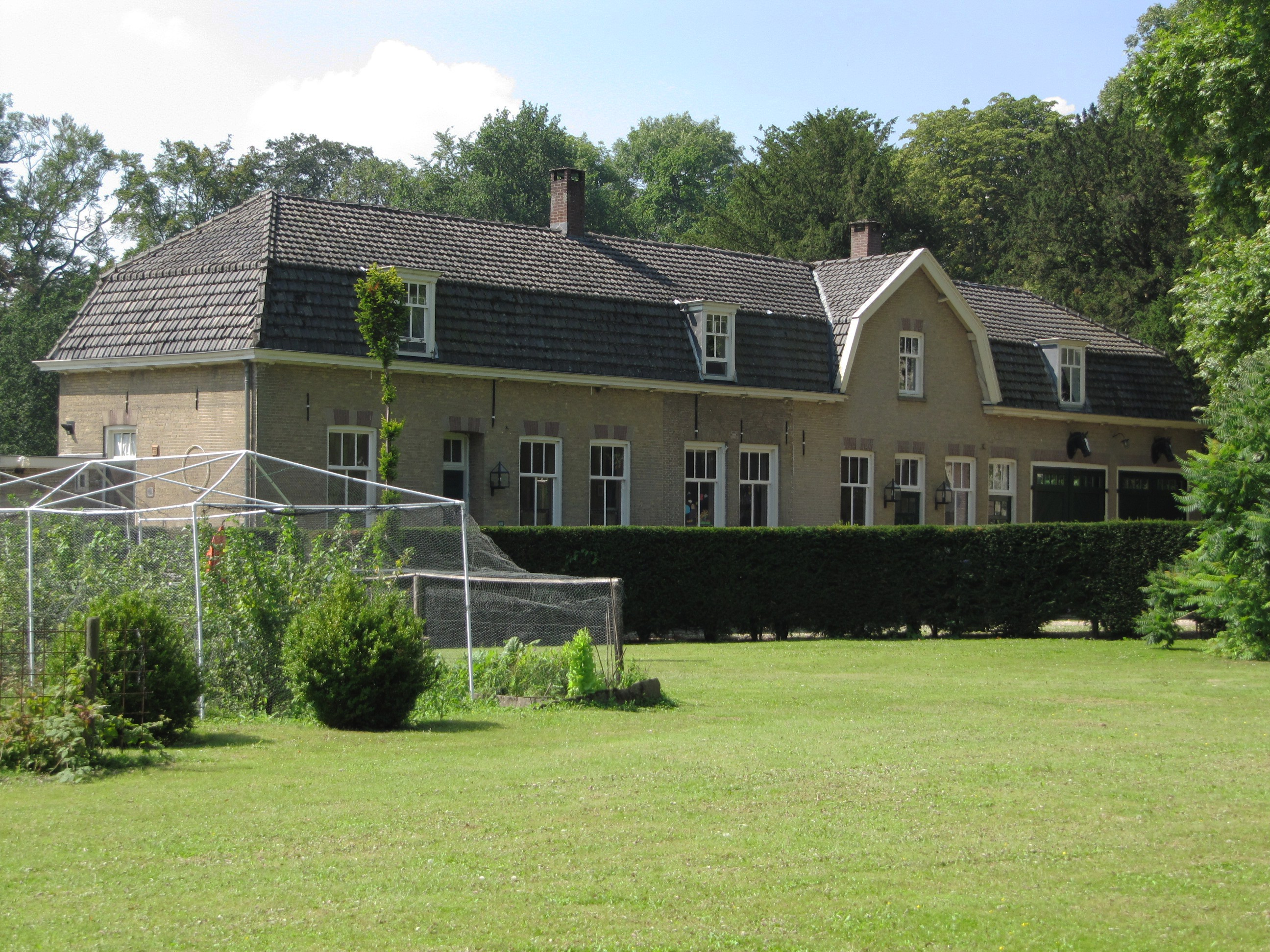
Dienstwoningen met koetshuis
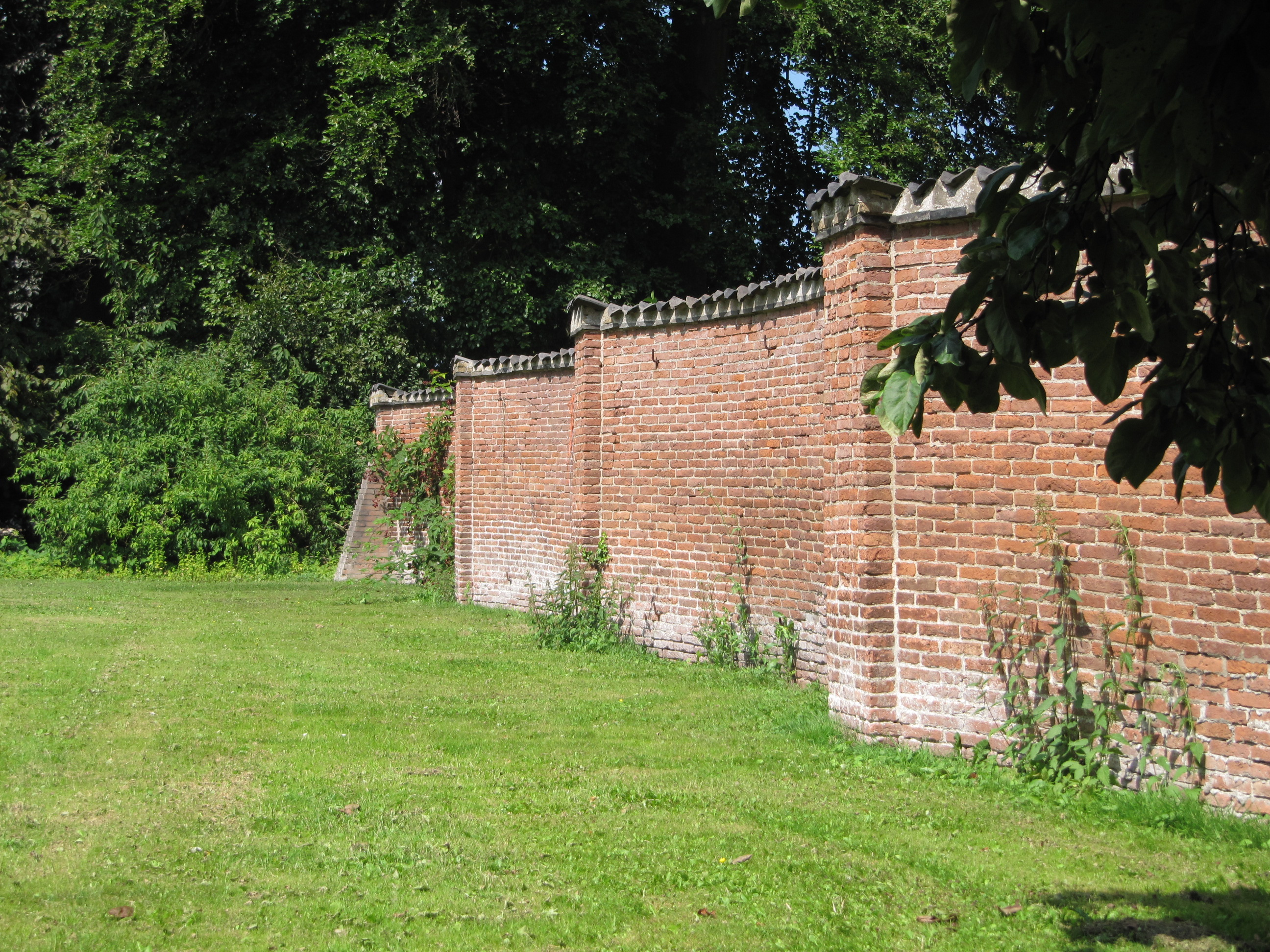
Slangemuur